# Stroopvaffel
En stroopvaffel (oprindeligt nederlandsk: siroopwafel) er en nederlandsk kiks som består af to tynde, hårde, runde, ternede vafler med et lag sødt sirup imellem.

## Oprindelse
Vaflerne stammer oprindeligt fra Gouda i den nederlandske provins Zuid-Holland omkring i 1810, hvilket har givet dem tilnavnet Goudse wafels.
De blev opfundet af en bager, der havde rester fra bageriet, blandt andet brødkrummer, som han sødede med sirup. Den ældste, kendte opskrift på stroopvafler er fra 1840, og de blev i begyndelsen udelukkende lavet i Gouda. Først fra 1870 blev de udbredt andre steder, og i det 20. århundrede er produktionen af stroopvafler blevet industrialiseret. Der er fortsat fire steder (nu fabrikker) i Gouda, hvor vaflen produceres.

## Varianter
De sælges i supermarkeder, special-butikker og ofte som nylavede fra gadeboder. Oprindeligt havde den en diameter på omtrent 10 cm, men den findes nu i flere varianter fra ca. 5 cm og op til 25 cm. I special-butikkerne og på markederne sælges der ofte også snippers, smuldret af afskårne kanter og mislykkede kiks.
Oprindeligt blev de lavet af smuldret fra kiks, dejrester og sirup, hvilket gjorde dem meget billige at lave. Dette gav dem navnet armenkoeken (dansk: Fattigmandskiksen).

## Opskrift
Dejen laves af mel, smør, brunt sukker, gær, mælk og æg, og steges i et vaffeljern. Efter at vaflerne er blevet stegt bliver de delt på midten mens de er varme, og den ene halvdel bliver smurt med sirup, før de bliver føjet sammen igen. Siruppen er lavet af brunt sukker, smør og kanel.
Den ældste opskrift er de Kamphuysen siroopwafel som beskriver en sirupsvaffel, som er lavet af to sprøde kiks, som er limet sammen med sirup.